# Acción Nacional (Chile, 1963-1966)
Acción Nacional fue un partido político chileno de ideología nacionalista y de derecha.

## Historia
Acción Nacional fue fundado por Jorge Prat Echaurren, Sergio Onofre Jarpa y Tobías Barros Ortíz el 15 de noviembre de 1963, quedando su directiva constituida por Sergio Onofre Jarpa como presidente y Renato Maino Schiavetti como secretario. Fue legalizado por la Dirección del Registro Electoral el 8 de febrero de 1964. El partido pretendía levantar la candidatura de Prat para la elección presidencial de 1964, pero ésta fue depuesta el 26 de abril de 1964.
Algunos de los militantes de Acción Nacional fueron Mario Arnello Romo, Sergio Miranda Carrington, y Hugo Gálvez. El grupo integró también a antiguos partidarios del fallecido presidente Carlos Ibáñez del Campo (ibañistas) y a los miembros del Movimiento Revolucionario Nacional Sindicalista (MRNS), que al no tener existencia legal, tenían más dificultades para competir electoralmente.
El partido presentó una lista en las elecciones parlamentarias de 1965. La lista de senadores en Santiago obtuvo 54 536 votos, que no fueron suficientes para elegir ningún senador. Las listas de diputados, en cambio, obtuvieron solo 15 173 votos, distribuidos en las provincias de Tarapacá, Valparaíso, Santiago y Talca, no eligiendo ningún parlamentario. En mayo de 1966 se fusionó junto al Partido Liberal y el Partido Conservador Unido para formar el Partido Nacional.

## Resultados electorales

### Elecciones parlamentarias
|  | 0,66 % |

|  | 4,18 % |